# Whit Stillman
Whit Stillman, właśc. John Whitney Stillman (ur. 25 stycznia 1952) – amerykański reżyser filmowy, scenarzysta, nominowany do nagrody Oskar za najlepszy scenariusz oryginalny do filmu Metropolitan z 1990 roku.